# Paul De Keersmaeker
Paul Philip Marie Hubert baron De Keersmaeker (Kobbegem, 14 juli 1929 – aldaar, 16 december 2022) was een Belgisch politicus voor de CVP en bestuurder.

## Levensloop
Paul De Keersmaeker was een zoon van brouwer Hubert De Keersmaeker en van Josephina Vanderhasselt. Hij trouwde in 1955 met Nelly Limbourg en ze kregen twee dochters en een zoon.
Hij doorliep klassieke humaniora bij de jezuïeten in het Sint-Jozefscollege in Aalst. Na gepromoveerd te zijn tot doctor in de rechten aan de Katholieke Universiteit Leuven werd hij beroepshalve advocaat. Hij was ook actief in de familiebrouwerij De Keersmaeker.

### Politiek
Voor de CVP werd De Keersmaeker in 1958 verkozen tot gemeenteraadslid van Kobbegem, waar hij van 1959 tot 1976 burgemeester was. Vervolgens was hij, na fusie, van 1977 tot 1984 burgemeester van Asse.
Van 1968 tot 1995 was hij namens het arrondissement Brussel-Halle-Vilvoorde lid van de Kamer van volksvertegenwoordigers. Hierdoor was hij van 1971 tot 1980 automatisch ook lid van de Cultuurraad voor de Nederlandse Cultuurgemeenschap en van 1980 tot 1995 van de Vlaamse Raad. Van 1979 tot 1981 zetelde hij ook in het Europees Parlement.
Bovendien was De Keersmaeker van 1981 tot 1992 staatssecretaris voor Europese Zaken en Landbouw in de regering-Martens V, de regering-Martens VI, de regering-Martens VII, de regering-Martens VIII en de regering-Martens IX. In deze functie was hij aanwezig bij de ondertekening van het Verdrag van Schengen op 14 juni 1985.

### Na de politiek
Na zijn politieke carrière aanvaardde De Keersmaeker nog verantwoordelijkheden in het bedrijfsleven. In 1992 werd hij lid van de raad van bestuur van brouwerij Interbrew, waarvan hij in 1994 Jacques Thierry als voorzitter opvolgde, een functie die hij tot 2001 bekleedde, wanneer Pierre Jean Everaert hem opvolgde. Hij was ook voorzitter van de raad van beheer van het Verbond van Landbouw- en Voedingsnijverheden, voorzitter van de Confederatie van Brouwerijen van België (1992-1998) en het Horecaplatform en lid van het BierConvent International Benelux.
In 1997 volgde hij tevens Marc Santens op als voorzitter van de Kredietbank, die tot KBC Bank werd omgevormd. Hij was er reeds sinds 1992 bestuurder. In 1999 volgde Willy Breesch hem in deze hoedanigheid op. Hij was ook voorzitter van de raden van bestuur van DOMO, Nestlé Belgilux (1998-2002) en Euler-COBAC, bestuurder en voorzitter van het strategisch comité van Tractebel, bestuurder van Vamo Mills (1992-1998), Union Minière (later Umicore, 1992-2000), Meat & Food (1993-1995), Iris (1994-2004), Boortmalt (2001-2004), Lotus Bakeries, Afinia Plastics en het Fonds Baillet Latour, lid van het directiecomité van het Verbond van Belgische Ondernemingen en lid van de adviesraad van Sibelco.
De Keersmaeker was ook voorzitter van het cultuurfestival Europalia tot 2009, wanneer Georges Jacobs de Hagen hem opvolgde. Verder was hij Europees voorzitter van de Canada Europe Round Table for Business, lid van de American European Community Association, Christian Academy for European Democracy, de Cercle de Lorraine, De Warande, de vzw Club Atomium en B-Plus, lid van de raad der wijzen van de Koninklijke Belgische Voetbalbond, lid van de algemene raden van de vzw Beschutte Werkplaats Asse en de Stichting Vlaams Erfgoed.
Zijn zoon Bart was van 1995 tot 1998 burgemeester van Asse. Hij is de schoonvader van ondernemer Tony De Pauw en was voorzitter van diens vastgoedonderneming WDP (1999-2002).

## Eerbetoon
De Keersmaeker werd in 1998 in de erfelijke adel opgenomen met de persoonlijke titel van baron.
In 2001 ontving hij een eredoctoraat van de Carleton University in Canada.
In 2002 ontving hij de Vlerick Alumni Award van de Vlerick Leuven Gent Management School.

## Overlijden
De Keersmaeker overleed op 16 december 2022 op 93-jarige leeftijd.